# 時光碎片/24karats -type EX-
《時光碎片／24karats -type EX-》（日语：時の描片〜トキノカケラ〜）為日本音樂團體EXILE（放浪兄弟）的第26張單曲。2007年8月29日於日本發行。Oricon最高排行第2、初動銷量9.5萬張、累計銷量14.2萬張

## 解說
- 以《CD+DVD》《CD only》2種形式發售。封面有所不同，不過收錄歌曲相同。與前作一樣，初回盤限定版的收錄曲為重新錄製的第一章的歌曲。本作收錄了第8張單曲《Breezin'〜Together〜》的《Together》。整體很多地方重新編曲過。
- 《時光碎片》是富士電視系日劇《山女壁女》的主題曲。第一次成為富士電視系的日劇的主題曲，與同局系日劇有關的歌曲為出道曲《Your eyes only〜我曖昧的輪廓〜》後6年第一次。本作是配合山女壁女所做的作品，是EXILE全部成員與工作人員一起花約2個月的時間完成的。成員說這首是有傳達《珍惜每個日活去吧》的訊息的歌曲。TAKAHIRO在某本雜誌上說《我認為辛苦過侯一定會有好的回報，希望這首歌能被當成為人生加油打氣的歌來聽》。PV是使用於2007年舉行的巡迴演唱《EXILE EVOLUTION》和《Everything》以後的第二章單曲的PV的後製及非官方影片所製成。
- 第二首歌是與Sowelu、DOBERMAN INC.合作的企劃作品《24karats -type EX-》。《24karats（24金）》，也就是以《沒有雜質的真貨》的概念為基礎，在EXILE提案下與Sowelu、DOBERMAN INC（GS,P-CHO,KUBO-C,TOMOGEN）呼應而製作的。本作收錄的是如標題的EXILE版本。另有與此曲同日發售的Sowelu的16張單曲《24karats-type S-》和DOBERMAN INC.的精選專輯《Best -The Past&The Future Time 4 Some Action》中的《24karats -type D.I-》等個別的版本。sowelu的《24karats-type S-》的附DVD版本有收錄錄音時的影片。
- 初回盤CD+DVD的一部份附贈新生J Soul Brothers的特典CD。
- 於《EXILE CATCHY BEST》中以《CATCHY BEST Version》PV再次收錄。PV與當初公開的PV相同，但内容有所變化，使用東京國際展示場等的現場演唱會的影片和其他非官方影片。
- 於《第49回日本唱片大賞》中《時光碎片》獲得了金賞。
- 《24karats -type EX-》的PV制作費用約2億日圓。花費兩天。

## 發行版本
- CD
- CD+DVD

## 收錄曲目

### CD
1. 時光碎片（日语：時の描片〜トキノカケラ〜）
  - 作詞・作曲：宮地大輔 / 編曲：Daisuke Miyachi、Chikara Hazama

富士電視系《山女壁女》主題曲
2. 24karats -type EX-  / Sowelu, EXILE, DOBERMAN INC

- 作詞：STY、P-CHO、GS、TOMOGEN、KUBO-C / 作曲：Bach Logic、STY

1. 時光碎片 (instrumental) （日语：時の描片 〜トキノカケラ〜 (instrumental)）
2. 24karats-type EX- (Instrumental)/ Sowelu, EXILE, DOBERMAN INC
3. Together（初回限定收錄歌曲）
  - 作詞：EXILE、Kenn Kato / 作曲：原一博 / 編曲：h-wonder

### DVD
1. 時光碎片 (Video Clip)（日语：時の描片 〜トキノカケラ〜 (Video Clip)）
2. 24karats -type EX-  (Video Clip) / Sowelu, EXILE, DOBERMAN INC

## 備註
1. 1 2  . Oricon. 2007  [2013-01-14]. （原始内容存档于2013-05-12） （日语）.
2. ↑  . Musicman-NET. 2012-08-02  [2013-01-14]. （原始内容存档于2012-09-04） （日语）.